# Minipera tacita
Minipera tacita är en sjöpungsart som beskrevs av Monniot 1985. Minipera tacita ingår i släktet Minipera och familjen kulsjöpungar. Inga underarter finns listade i Catalogue of Life.